# Chlorophorus adelii
Chlorophorus adelii là một loài bọ cánh cứng trong họ Cerambycidae.